# 苯甲酰甲酸
苯甲酰甲酸（英語：Benzoyl formate）或苯乙醛酸（英語：Phenylglyoxylic acid）是一种有机化合物，化学式为C6H5C(O)CO2H。称为苯甲酰甲酸是苯甲酰甲酸脱羧酶的底物，这是一种二磷酸硫胺素依赖性酶：
苯甲酰甲酸 + H+ ⇌ 苯甲醛 + CO2
它是一种无色固体，熔点为64–66°C，呈中等酸性 (pKa = 2.15)。
苯甲酰甲酸可用高锰酸钾氧化扁桃酸合成。另一种合成涉及苯甲酰氰的水解。